# La Bella Lola (escultura)
La bella Lola és una escultura urbana a l'interior de la plaça del Fontán, entre la font i l'entrada de l'Arco de los Zapatos, a la ciutat d'Oviedo (Astúries, Espanya).
L'escultura, feta de bronze és obra de Carmen Fraile, i està datada 2009. L'escultura, donació de la ciutat de Torrevella, província d'Alacant, és part dels esdeveniments que es van realitzar amb motiu de l'agermanament de les ciutats d'Oviedo i Torrevella. És una rèplica d'una altra instal·lada al passeig marítim de Torrevella, amb la qual es vol representar els sentiments de totes les dones Torrevella a acomiadar al port a les seves parelles. El nom de l'obra és igual al títol d'una famosa havanera de Arturo Dúo Vital. La peça mostra una dona asseguda en un banc, de mirada absent, com pensant, enyorant alguna cosa. El cap li dona suport sobre el braç esquerra, mirant la mar d'on ha de tornar seu ésser estimat. Pot contemplar al costat una placa amb la inscripció: «LA BELLA LOLA» / AUTORA: CARMEN FRAILE / DONADA POR EL AYUNTAMIENTO DE TORREVIEJA A OVIEDO CON / MOTIVO DEL HERMANAMIENTO / DE LAS DOS CIUDADES SIENDO ALCALDES / D. PEDRO HERNANDEZ MATEO Y D. GABINO DE LORENZO FERRERA / 11 DE AGOSTO DE 2009».